# Légende du beau Pécopin et de la belle Bauldour

La Légende du beau Pécopin et de la belle Bauldour est un conte de Victor Hugo qui constitue la XXIe lettre de son recueil Le Rhin publié en 1842.
Cette légende introduit un style romanesque fantastique dans Le Rhin.

## Histoire
Pécopin, chevalier romantique et Bauldour sont fiancés, mais lui est souvent absent pour la chasse et elle, fileuse, attend que le mariage les unisse. Proche du jour des noces, Pécopin fait la rencontre d'un comte et sa troupe de cavaliers qui l'enrôlent pour une chasse fantastique qui l'éloigne dangereusement de la belle Bauldour. La narration se situe dans une région germanique du Moyen Âge.

## Analyse
Victor Hugo a écrit dans sa maison de l'actuelle place des Vosges.
Il introduit son récit en le décrivant comme un « conte bleu », autre nom pour désigner un conte de fées, et précise qu'il refuse de reprendre la légende de Guntram et Liba de Falkenburg ou Histoire de la belle Erlinde de Waldfoourg qu'il tourne en parodie.
Le récit, tant dans son titre, dans l'intitulé de ses parties, que dans son style, présente une ironie voltairienne et un côté burlesque, détournant les légendes médiévales dans une optique parodique (par exemple l'idéalisation des deux fiancés). Adoptant les modèles du conte merveilleux, l'originalité de ce conte se trouve dans le fait que Victor Hugo associe deux époques totalement différentes : il imite la narration du XIIe siècle (très empreinte d'éléments appartenant au merveilleux, comme l'est la littérature du Moyen Âge) et modernise son histoire à la manière romantique. Ce conte appartenant à la littérature courtoise revisitée, baigné dans un univers onirique (images inattendues) mais aussi grotesque (notre auteur grossit les traits, les défauts des légendes médiévales pour les parodier), présente un réalisme librement mêlé à la fantaisie, ce qui pose la Légende du beau Pécopin et de la belle Bauldour en avant-garde du réalisme merveilleux et du réalisme magique.
On peut aussi le lire comme un conte philosophique sur le refus de vieillir et le passage du temps. (Le récit fait usage d'allégories, telles les « salle babylonienne » associées à l'excès).

### Personnages

#### Pécopin
Pécopin est fils du burgrave de Sonneck.
« L'aspiration à l'idéal de la chevalerie est, comme dans les romans médiévaux, contrariée par l'amour, et celui-ci soit un amour conjugal soit un amour courtois, tous deux représentés dans le conte. »
La scène de la chasse fantastique est « particulièrement révélatrice des transgressions commises par le jeune chevalier et de sa démesure. Elle sera également la conséquence d'une déshumanisation du héros par son incapacité à vieillir et sa volonté de fuir tout ce qui s'y rapporte. »
Son insouciance et sa passion de la chasse, devenant une chasse fantastique, sont des ressorts majeurs de l'intrigue.

#### Bauldour
Bauldour est fille du sire de Falkenburg. Elle est fileuse.

#### Asmodée, diable
Il propose à Pécopin une chasse noire pour retrouver Bauldour.

## Éditions
- Légende du beau Pécopin et de la belle Bauldour suivi de Conclusion au Rhin, éditions Marpon et Flammarion, 1891, lire en ligne sur Gallica
- Légende du beau Pécopin et de la belle Bauldour, éditions de l'Aube, 1991  (ISBN 2-87678-066-6).
- Légende du beau Pécopin et de la belle Bauldour, Librairie générale française, Paris, 2003.  (ISBN 978-2-253-19321-0) Édition présentée, établie et annotée par Claude Millet.
- Légende du beau Pécopin et de la belle Bauldour, 2014  (ISBN 978-2013535489).

## Études scientifiques
- Arlette Bouloumié, « Les échos d'une légende : la chasse fantôme dans « La Légende du beau Pécopin et de la Belle Bauldour », dans Le Rhin de Victor Hugo, dans Chiwaki Shinoda (dir.), Iris, Outre Monde Europe et Japon : actes du colloque de l'Université de Nagoya, 1998, n° 18, 1999, p.177-188[6].
- Françoise Chenet, « Une contre-fable : la Légende du beau Pécopin et de la belle Bauldour ou H. lecteur de La Fontaine », dans Fables et fabulistes..., p.251-269.
- « « Genèse et filiation de Pécopin » par Françoise Chenet »
- Henri Rossi, « Romanesque et aspects autobiographiques dans “La Légende du beau Pécopin et de la belle Bauldour” (Le Rhin de Victor Hugo) », dans Agnès Spiquel (éd.), Victor Hugo et le romanesque, Lettres modernes Minard, collection Études romanesques, 2005, 216 p.  (EAN 9782256910807).
- [PDF] « Réécriture romantique du Moyen Âge, le chevalier transformé et réactualisé », Amenda Giroux-Péloquin, 2015. Cette thèse fait la comparaison entre Le chevalier de la charrette (Chrétien de Troyes) et Le Lancelot en prose (auteur inconnu), et La légende du beau Pécopin et de la belle Bauldour (Victor Hugo) et Le frère d'armes (Honoré de Balzac).

## Art
- Christophe Glockner est le metteur en scène de La Légende du Beau Pécopin et de la Belle Bauldour en 2002[7].